# Matilda Lindgren (innebandyspelare)
Matilda Lindgren, född den 26 september 2001, är en svensk innebandysspelare som spelar för Västerås Rönnby och svenska damlandslaget.
Matilda Lindgren har med det svenska landslaget tagit ett silver i World Games år 2025.